# Fale Fatu
Fale Fatu (ou Falefatu) é um ilhéu do atol de Funafuti, do país insular de Tuvalu.